# Folketingsvalget 22. september 1953
Folketingsvalget den 22. september 1953 var det første valg efter Danmarks nye grundlov af 5. juni 1953 og dermed det første valg til Folketinget som etkammerparlament og det første valg hvor der skulle vælges repræsentanter fra Grønland. De to færøske repræsentanter blev valgt ved fredsvalg. Antallet af pladser for selve Danmark - uden Grønland, som fik mandater - to styk - som repræsentanter i Folketinget for første gang, og Færøerne, der som følge af Grundloven fra 1849 har været repræsenteret i Folketinget siden 1851 med éet mandat som repræsentant, fra valget i 1947 af to - stiger fra 149 til 175 mandater. Med de nordatlantiske mandater er antallet af pladser nu 179. Tabellen viser kun antallet på de 175 politikere valgt i selve Danmark. Spærregrænsen var 60.000 stemmer frem til 1961, hvor den blev ændret til 2%.

## Valgresultat
| Parti                            | Parti                            | Stemmer   | %      | Mandater | +/– |
| -------------------------------- | -------------------------------- | --------- | ------ | -------- | --- |
|                                  | Socialdemokratiet                | 894.913   | 41,31  | 74       | 13  |
|                                  | Venstre                          | 499.656   | 23,06  | 42       | 9   |
|                                  | Det Konservative Folkeparti      | 364.960   | 16,85  | 30       | 4   |
|                                  | Radikale Venstre                 | 169.295   | 7,81   | 14       | 1   |
|                                  | Danmarks Kommunistiske Parti     | 93.824    | 4,33   | 8        | 1   |
|                                  | Retsforbundet                    | 75.449    | 3,48   | 6        | 3   |
|                                  | De Uafhængige                    | 58.573    | 2,70   | 0        | NYT |
|                                  | Tyske Mindretal                  | 9.721     | 0,45   | 1        | 1   |
| I alt                            | I alt                            | 2.166.391 | 100,00 | 175      | 0   |
|                                  |                                  |           |        |          |     |
| Gyldige stemmer                  | Gyldige stemmer                  | 2.166.391 | 99,74  |          |     |
| Ugyldige/blanke stemmer          | Ugyldige/blanke stemmer          | 5.645     | 0,26   |          |     |
| Stemmer i alt                    | Stemmer i alt                    | 2.172.036 | 100,00 |          |     |
| Stemmeberettigede/valgdeltagelse | Stemmeberettigede/valgdeltagelse | 2.695.554 | 80,58  |          |     |
| Kilde:                           |                                  |           |        |          |     |

### Personlige stemmer
Følgende kandidater fik flest personlige stemmer:
1. Hans Hedtoft (A): 24.124
2. H.C. Hansen (A): 18.725
3. Johan Strøm (A): 14.369
4. Edel Saunte (A): 13.817
5. Nina Andersen (A): 13.751
6. Halfdan Hendriksen (C): 13.460
7. Viola Nørløv (A): 12.820
8. Erik Eriksen (D): 11.919
9. Aksel Møller (C): 11.847
10. Aksel Larsen (K): 8.712